# Poulnagordon Cave (Quin) SAC
Poulnagordon Cave (Quin) SAC este o arie protejată (arie specială de conservare — SAC, sit de importanță comunitară — SCI) din Irlanda întinsă pe o suprafață de 0,05 ha, integral pe uscat.

## Localizare
Centrul sitului Poulnagordon Cave (Quin) SAC este situat la coordonatele 52°48′50″N 8°51′28″W / 52.813791°N 8.857693°V.

## Înființare
Situl Poulnagordon Cave (Quin) SAC a fost declarat sit de importanță comunitară în mai 1998 pentru a proteja un număr necunoscut de specii din flora spontană și fauna sălbatică aflate în arealul zonei. Situl a fost protejat și ca arie specială de conservare în februarie 2016.

## Biodiversitate
Situată în ecoregiunea atlantică, aria protejată conține 1 habitat natural: Peșteri inaccesibile publicului.
La baza desemnării sitului se află un număr nedeclarat de specii protejate.